# Poteranthera
Poteranthera es un género  de plantas fanerógamas pertenecientes a la familia Melastomataceae. Comprende 10 especies descritas y de estas, solo 1 aceptada y dos pendientes.

## Taxonomía
El género fue descrito por August Gustav Heinrich von Bongard y publicado en Mémoires de l'Académie Impériale des Sciences de Saint-Pétersbourg. Sixième Série. Sciences Mathématiques, Physiques et Naturelles. Seconde Partie: Sciences Naturelles 137. 1838.

## Especies aceptadas
A continuación se brinda un listado de las especies del género Poteranthera  aceptadas hasta mayo de 2014, ordenadas alfabéticamente. Para cada una se indica el nombre binomial seguido del autor, abreviado según las convenciones y usos:
- Poteranthera annectans Wurdack
- Poteranthera gracilima Cogn.
- Poteranthera pusilla Bong.